# Ghiacciaio Sal
Il ghiacciaio Sal (in norvegese la parola "sal" significa "sella") è un ghiacciaio lungo circa 13 km situato sulla costa della Principessa Ragnhild, nella Terra della Regina Maud, in Antartide. 
Il ghiacciaio, il cui punto più alto si trova a circa 1364 m s.l.m., si trova in particolare nei monti Sør Rondane, dove fluisce verso nord scorrendo tra il monte Salen e il monte Bergersen.

## Storia
Il ghiacciaio Sal è stato mappato nel 1957 da cartografi norvegesi grazie a fotografie aeree scattate nel corso dell'operazione Highjump, 1946-1947, ed è stato da essi battezzato con il suo attuale nome in virtù della sua forma.